# Stadskantoor Utrecht

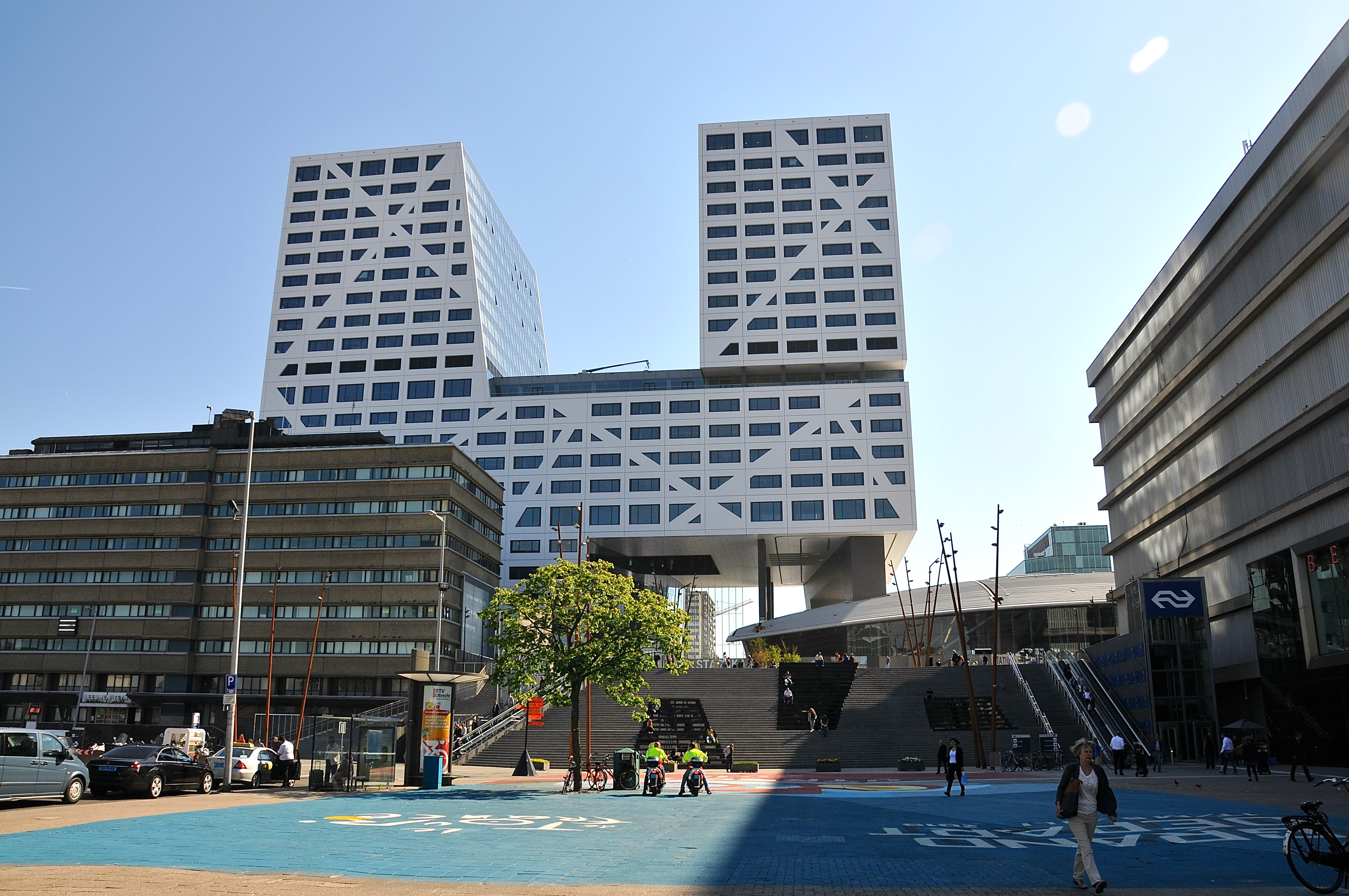
Het gebouw in 2015

Het Stadskantoor van Utrecht is een in 2014 geopend gebouw bij station Utrecht Centraal aan Stadsplateau nabij het Jaarbeursplein. Alle diensten van de gemeente Utrecht zijn ondergebracht in dit gebouw. Voorheen waren deze diensten verspreid over verschillende locaties in de stad. Het ontwerp van het gebouw is van de hand van Dirk Jan Postel en Christian Müller.
Het Stadskantoor is door NS Stations gebouwd op grond die in het bezit was van de Nederlandse Spoorwegen. Na ingebruikname van het kantoor is de grond overgegaan naar de gemeente. Voor het gebouw en de 150 parkeerplaatsen betaalde de gemeente 203 miljoen euro. 